# دونالد جی. هاگز
دونالد جی. هاگز (انگلیسی: Donald J. Hughes؛ زاده ۱۹۱۵ درگذشته ۱۹۶۰) یک فیزیک‌دان بود.